# 6986 Asamayama
A 6986 Asamayama (ideiglenes jelöléssel 1994 WE) a Naprendszer kisbolygóövében található aszteroida. Kobajasi Takao fedezte fel 1994. november 24-én.